# Харисиос Мегданис
Харѝсиос Мегда̀нис (на гръцки: Χαρίσιος Μεγδάνης) е виден гръцки писател и лекар.

## Биография
Мегданис е роден в 1768 година в Кожани, тогава в Османската империя, днес в Гърция, в семейство на бежанци от Рахово. Работи известно време в Унгария като учител и след завръщането си в Кожани става свещеник в 1794 година, учейки успоредно медицина. Става член на гръцката революционна организация Филики Етерия. Поканен е да работи като лекар в Сервия. Умира в 1823 година в Сервия.

## Творчество
Някои от известните му публикувани творби са:
- Ελληνικόν Πάνθεον (1812)
- Λύχνος Διογένους ή Χαρακτήρες Ηθικοί (1818)
- Οδηγία χριστιανική ορθόδοξος (1818)
- Καλλιόπη παλιννοστούσα ή Περί ποιητικής μεθόδου (1819)
- Αγγελία (1820)
- Απογραφική έκθεσις του μεσημβρινού μέρους της Μακεδονιας

Неговият труд Αγγελία, издаден в 1829 година във Виена, е значим източник за състоянието на училищата в Кожани до 1819 година. Издаденият в 1940 година Απογραφική έκθεσις του μεσημβρινού μέρους της Μακεδονιας е важен исторически извор за историята на западната част на Македония от времето на Османската империя.